# 香港特別行政區區徽
香港特別行政區區徽（英語：Regional Emblem of the Hong Kong Special Administrative Region）是代表香港的徽章，現行區徽自1997年7月1日香港主權移交至中華人民共和國起使用，取代了主權移交以前所使用的香港徽號。

## 歷史

1990年在全国人民代表大会与《香港基本法》一起批准了香港特別行政區區徽的原始设计。

根據《中英聯合聲明》，《基本法》起草委員會在1987年5月成立了一個11人區旗、區徽評選委員會，同年5月20日至1988年3月31日期間，在海內外徵集特區區旗和區徽設計，結果共收到7,147份稿件。評選委員會在1989年希望選出一套區旗、區徽圖案提交全國人民代表大會投票，惟全部作品在《基本法》起草委員會中都得不到過半數支持而遭否決。起草委員會遂另外邀請三名設計師重新設計，最後採納原評審之一，香港建築師何弢的設計。
何弢的設計，乃模仿自同樣由他設計的香港特別行政區區旗，區徽呈圓形，內圓以紅色為底，畫上一朵有五塊花瓣的洋紫荊花，此外每塊花瓣上都畫有一顆紅星，並各由一條紅色花蕊鑲在其間。至於外圈則為白底紅字，其外部再嵌上紅線而成。在外圈上半部又以繁體中文自左至右寫上「中華人民共和國香港特別行政區」，下半部則由左至右寫上「香港」的英文「HONG KONG」。在外圈的左下方和右下方，各畫有一顆紅星。
區徽之紅色主調代表中國，洋紫荊自1965年以來一直是香港市花，用以代表香港。這個配搭而寓意「香港是中國不可分離的一部分」。花蕊上的五顆星意指「香港人心中熱愛祖國」，採用紅、白兩色亦體現了「一國兩制」的精神。
何弢的設計在1990年4月4日獲第七屆全國人民代表大會第三次會議接納，並在1996年8月10日由特區籌委會通過使用暫行辦法。

## 展示香港特區區徽
特區政府與港英政府對展示區徽（以前為香港盾徽）的準則大同小異。而根據現行《區旗及區徽條例》，在下列地方均須展示區徽：
- 香港
  - 行政長官官邸
  - 行政會議
  - 政府總部
  - 立法會
  - 各級法院
  - 各區民政事務處
  - 邊境管制及檢查站
  - 香港國際機場
- 設於海外的香港經濟貿易辦事處：
  - 日本東京
  - 比利時布魯塞爾
  - 加拿大多倫多
  - 加拿大溫哥華
  - 英國倫敦
  - 美國華盛頓
  - 美國三藩市
  - 美國紐約
  - 新加坡
  - 澳洲悉尼
  - 德國柏林
  - 瑞士日內瓦

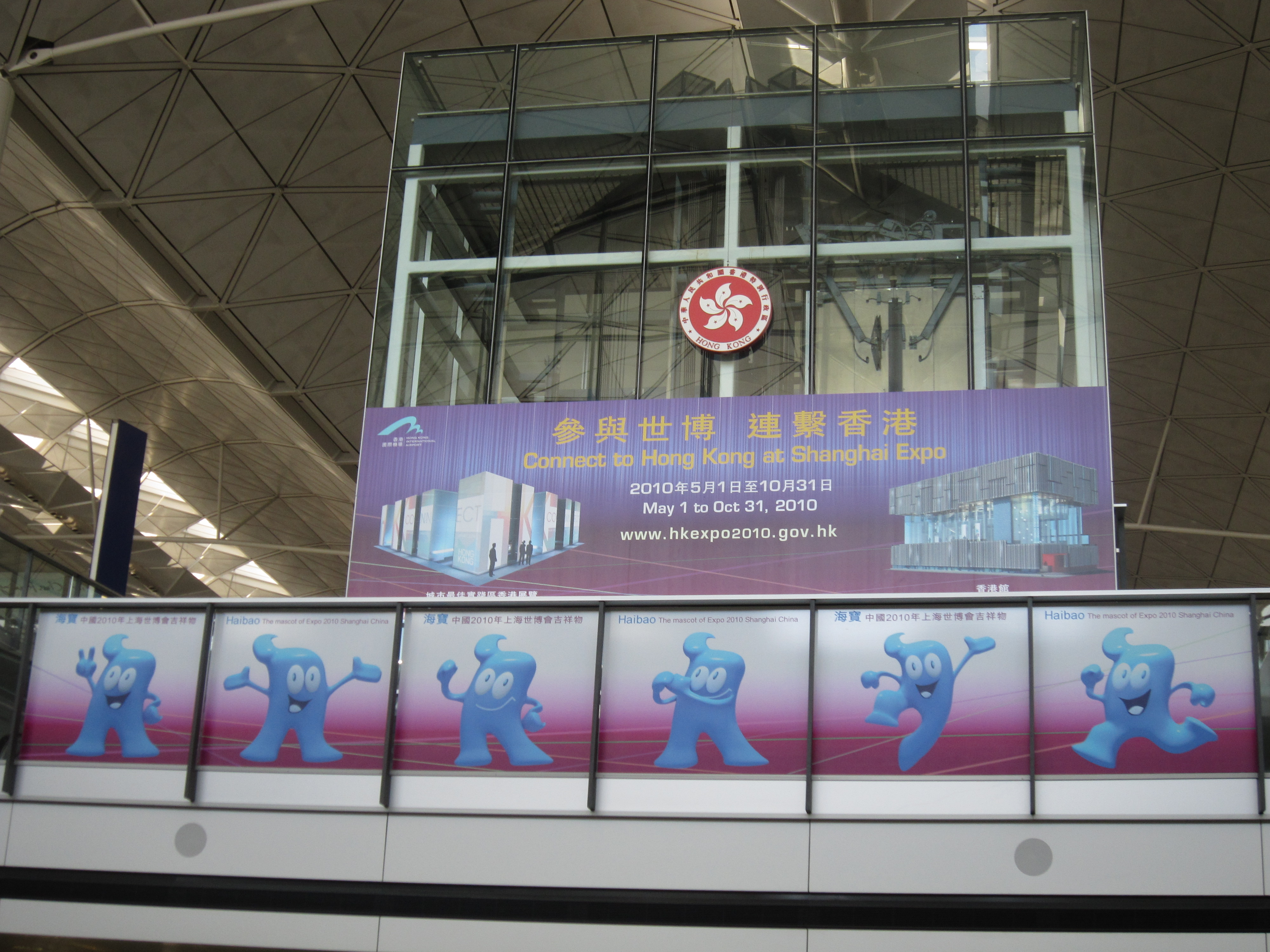
香港國際機場作為邊境管制及檢查站置有一枚香港特區區徽

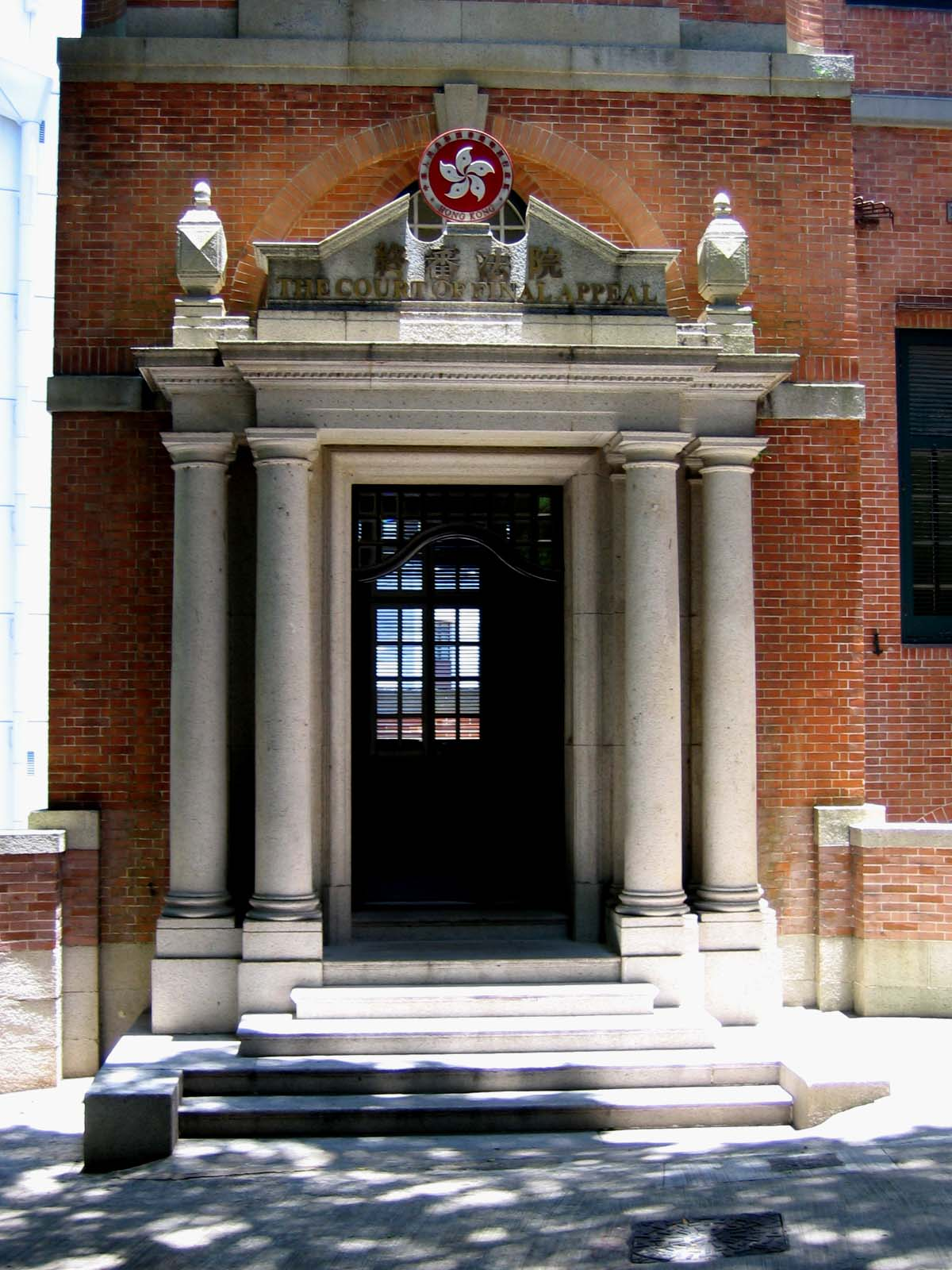
前法國外方傳道會大樓的正門置有一枚香港特區區徽。

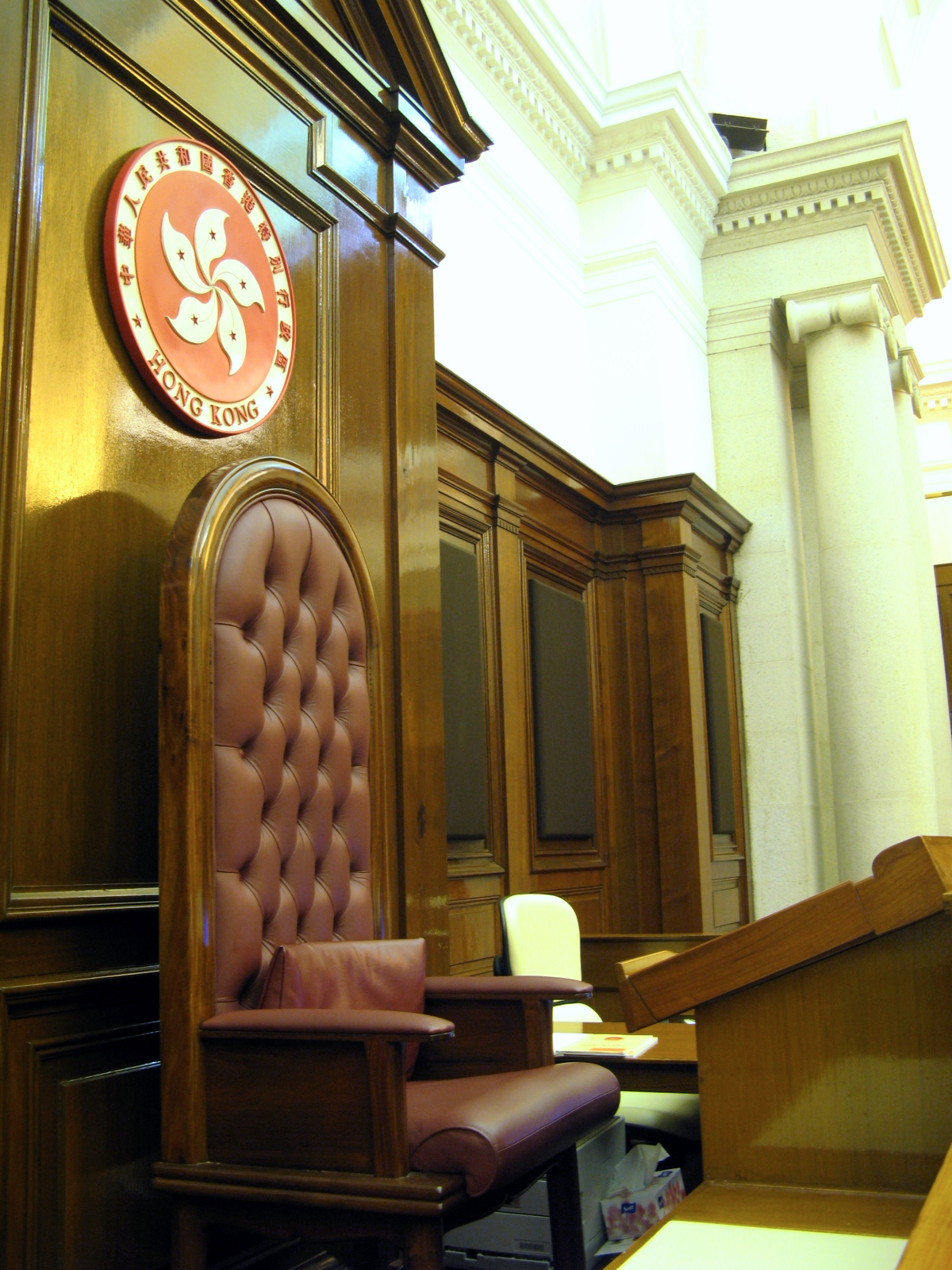
香港立法會主席坐位背後的香港特區區徽。

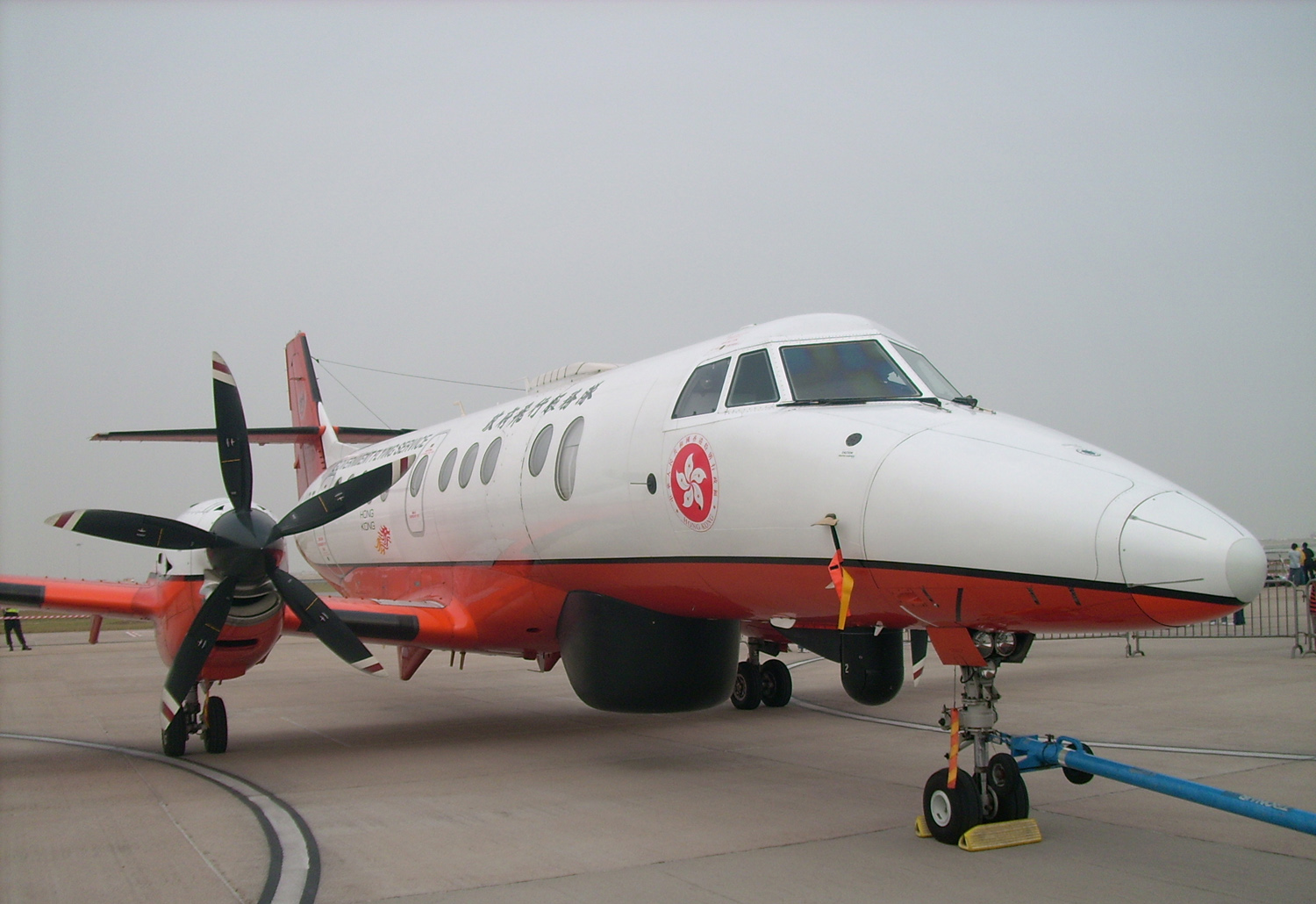
政府飛行服務隊屬下的捷流41定翼機機身塗有特區區徽

在市政局和區域市政局及兩個市政總署一併解散以前，兩局也要展示香港特區區徽（而此模式已漸漸應用於食環署和康文署）。而現時特區政府的重要文件，如施政報告和諮詢文件等等，在封面都會置有特區區徽。另外，在殖民地時期，港督坐駕的車牌會印上一個皇冠，但主權移交後則以特區區徽所取代。

## 法例規定
按照香港法例規定，區徽必須依據規定製造，此外，任何商標廣告也一概不可展示區徽。而未經行政署署長批准，所有人亦不可以在任何行業、職業或專業中展示區徽。所有非官方機構的標識、印章或徽章亦同樣不可使用區徽的樣式。未經批准而私自違反上述規定，即屬違法。任何人公開及故意以焚燒、毀損、塗劃、玷污、踐踏等方式侮辱國旗、國徽、區旗或區徽，即屬違法。國旗、國徽、區旗或區徽或其圖案不得展示或使用於商標或廣告。此外，國旗或其圖案不得展示或使用於私人喪事活 ，國徽或其圖案不得展示或使用於日常生活的陳設或布置私人慶弔活動任何人違反這些條文即屬違法。

## 外部連結
- 國旗、國徽及區旗、區徽 （页面存档备份，存于），香港特別行政區政府
- 《區旗及區徽條例》 （页面存档备份，存于），電子版香港法例